# Giovanni Crosetto
Giovanni Crosetto (né le 12 août 1990) est un homme politique italien qui est Député européen depuis 2024. Membre des Frères d'Italie (FdI), il siège au groupe Conservateurs et Réformistes européens (ECR).

## Biographie
Crosetto est né à Savillan en 1990 et étudie l'économie à l'Université de Turin. Il est le neveu de Guido Crosetto et commence sa carrière politique après que son oncle ait cofondé les Frères d'Italie en 2012. Lors des élections municipales de Turin de 2021, il est élu au Conseil municipal de Turin, où il est responsable du groupe des Frères d'Italie.